# Тамале (страва)

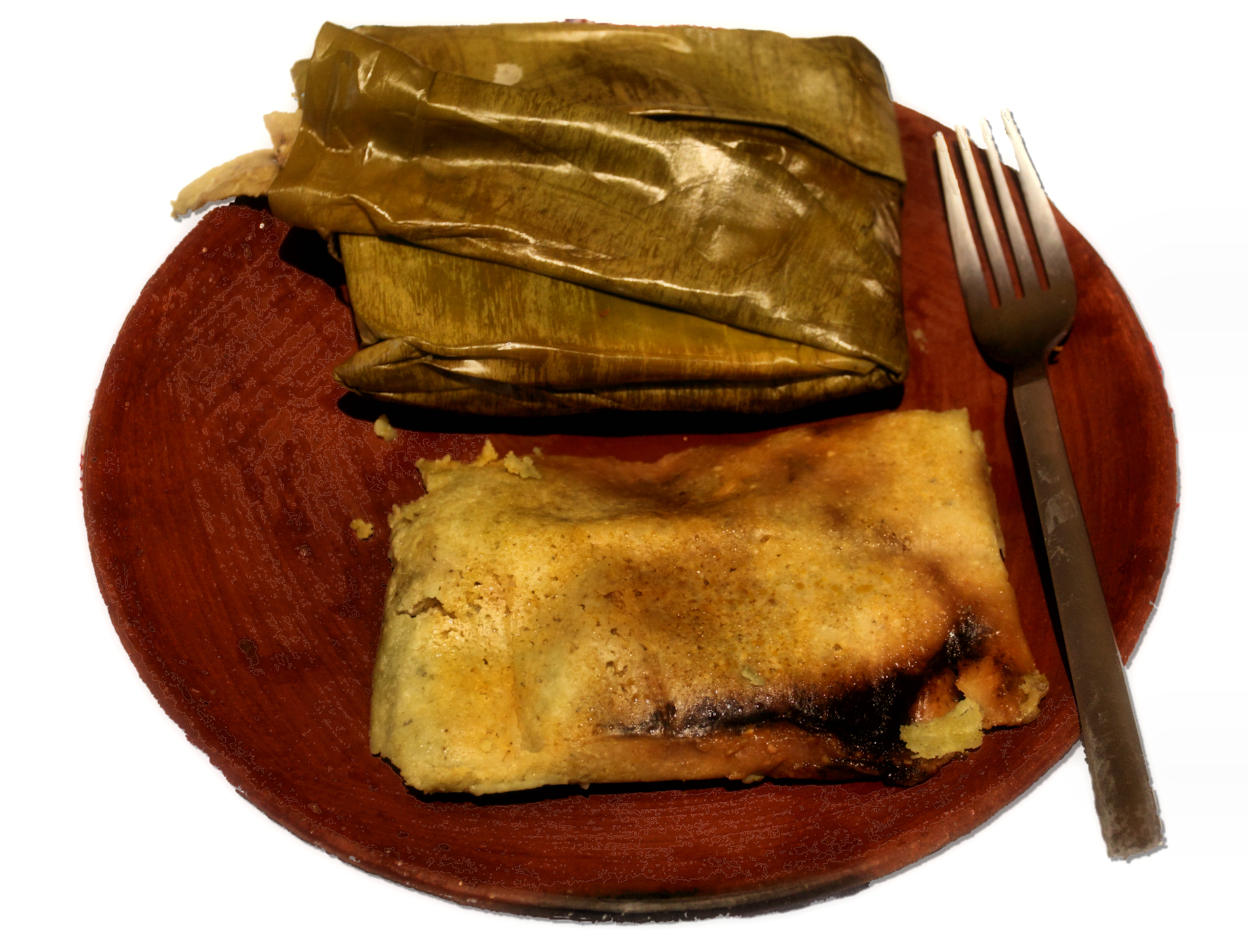
Тамале

Тама́ле (англ. tamale [tə'mɑːlɪ], ісп. tamal) —  месоамериканська страва; тісто з нікстамалізованого кукурудзяного борошна, обгорнуте кукурудзяним (або банановим) листям, приготоване на парі. Перед вживанням листя знімають. Тамале може містити начинку з м'ясного фаршу, сирів, фруктів, або овочів, нерідко з перцем чилі.
Тамале — страва, яка прийшла з глибини століть. Вважається, що саме тамале гостинні індіанці пропонували спробувати прибулим на захід конкістадорам.
Тамале — це англізована версія іспанського слова tamal (множина: tamales). Тамал походить від науаталійського «tamalli». Англійське «tamale» є зворотним утворенням від tamales, причому носії англійської мови інтерпретують -e- як частину основи, а не як частину суфікса множини -es.